# Basiliek van Saint-Nicolas-de-Port
De Basiliek van Saint-Nicolas-de-Port is een enorme basiliek gebouwd in de flamboyante gotiek in het Lotharingse Saint-Nicolas-de-Port. Deze is opgericht door René II van Lotharingen omdat hij in de slag bij Nancy op 5 januari 1477 Karel de Stoute had verslagen, waardoor Lotharingen onafhankelijk kon blijven.

## Geschiedenis
In de 11e eeuw wordt als eerste melding gemaakt van een reliek in Saint Nicolas de Port: de zegenende rechterhand van St. Nicolaas. In 1101 eeuw wordt een kerk aan hem gewijd.
Er is een legende verbonden aan de basiliek. Deze gaat over Cunon de Réchicourt, een Lotharingse ridder. Hij was tijdens de Zesde Kruistocht gevangengenomen in 1230 en door een wonder tien jaar later bevrijd uit zijn kerker. Hij werd meegenomen in zijn droom door de heilige en werd wakker voor het portaal van de kerk. Tijdens de mis vielen de ketenen van zijn middel en ledematen. Toen hij weer thuiskwam op zijn slot stelde de heer van Réchicourt in elk jaar hier een processie te houden. Tot de revolutie was altijd een afvaardiging van de adel van Réchicourt aanwezig bij de processie. (Deze processie met kaarsen vindt elk jaar plaats op de zaterdag die het dichtst bij 6 december is, wat de feestdag is van Sint-Nicolaas)
Al snel werd het een bedevaartsplaats voor mensen uit heel Lotharingen, en de heilige werd gezien als de patroonheilige van Lotharingen. Jeanne d'Arc kwam hier langs voordat ze haar bericht aan de Dauphin bracht.
De overwinning van hertog René II op de "groothertog van het oosten" Karel de Stoute in 1477 bij Nancy zette de jonge heerser ertoe aan om een zeer indrukwekkend bouwwerk te maken om de voortzetting van de onafhankelijkheid te benadrukken en vieren en daarnaast de patroonheilige van Lotharingen te eren. De keuze voor Saint Nicolas de Port, dat tot dat moment gewoon Port werd genoemd, was logisch. Port was namelijk het economisch middelpunt van het hertogdom Lotharingen en trok vele handelaren aan overal uit Europa.
De bouw van de basiliek begon in 1481 met Simon Moycet als bouwmeester. Het bouwwerk werd in gebruik genomen toen het bijna klaar was in 1544. De façade werd voltooid in 1545 en net voor de voltooiing van de twee torens in 1560 werd de kerk ingewijd. Ze kreeg de titel basiliek in 1950 van paus Pius XII.
Ze werd zwaar getroffen door de bombardementen in 1940 bij het begin van de Tweede Wereldoorlog. In 1985 werd ze gerestaureerd dankzij een rijke Portoise die naar Amerika was geëmigreerd (Camille Croué Friedman). De kerk werd in oude luister hersteld door deze restauratie die maar liefst vijftien jaar duurde.

## Architectuur

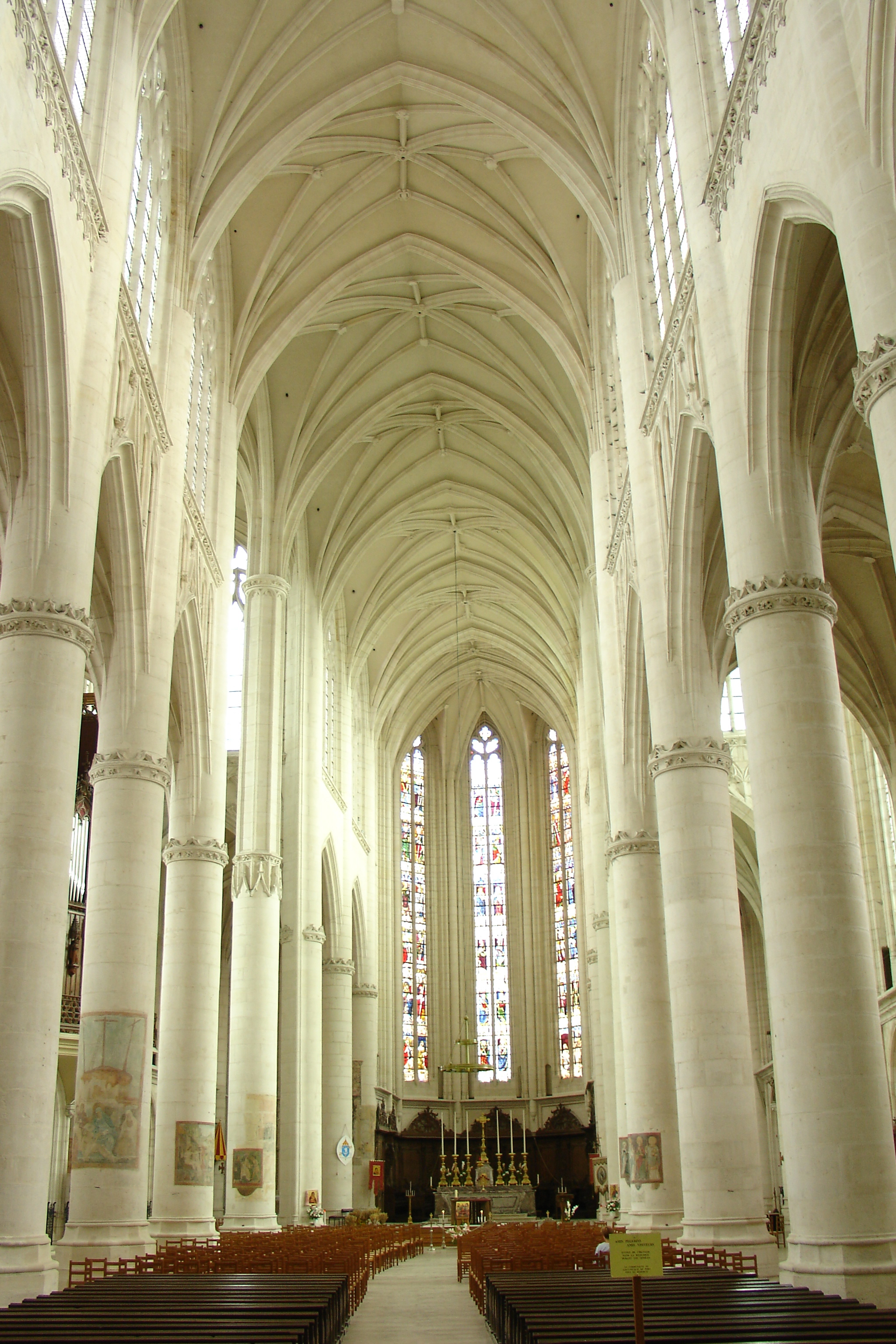
Interieur van de basiliek

De basiliek bezit de afmetingen van een echte kathedraal in flamboyant gotische stijl. Het heeft elf traveeën en een middenschip met twee zijschepen. Het meest indrukwekkend zijn de afmetingen:
- een middenschip dat 32 meter hoog is,
- bij het transept: twee zuilen van 28 m (de hoogsten van Frankrijk) waarvan er een gedraaid is,
- twee torens van 85 en 87 meter hoog bekroond met uivormige spitsen.

Het bouwwerk heeft een bijzondere eenheid van stijl. Dit komt doordat het zeer snel geheel volgens de oorspronkelijke plannen is gebouwd. Het bezit een harmonieuze ruimte.

## Glaswerk, schilderingen en orgel
- Ondanks dat een goed deel van de ramen is vernietigd in de Tweede Wereldoorlog, bezit de basiliek nog steeds aardig wat glas-in-lood uit de XVIe eeuw.
- De talrijke schilderingen zijn zowel op de pilaren (Kruisafneming, Job, de heilige Yves, Sint Maarten, de heilige Aprône, de heilige Didier) als op de muren (de heilige Maria Magdalena)
- Het huidige orgel is alweer het vijfde van de basiliek. Het is gerestaureerd in 1994 en bezit 3663 pijpen en 49 registers op vier klavieren. Dit alles staat in een neogotisch kastwerk (1848), de arend die de evangelist Johannes verbeeld bevindt zich onderaan het balkon. Het orgel is op gemiddelde hoogte links in het middenschip. Bijzonder eraan is dat het mechaniek zich (deels) aan de buitenkant bevindt.

## De doopkapel
De basiliek was van oudsher besloten, voor de mis moest de bevolking naar de kerk van Varangéville. Bij de voltooiing van de kerk werd echter wel een doopkapel gebouwd voor de plaatselijke bevolking. Deze ligt naast de kerk. De kapel, in flamboyant-gotische stijl gebouwd, heeft een opmerkelijk plafond en een zeer mooi retabel.